# فوتبال تکاملی حرفه‌ای ۴
فوتبال تکاملی حرفه‌ای ۴ (به انگلیسی: Pro Evolution Soccer 4) چهارمین بازی از سری بازیهای فوتبال تکاملی حرفه‌ای می‌باشد که در سال ۲۰۰۴ منتشر شد. فوتبال تکاملی حرفه‌ای ۴ اولین بازی از این سری می‌باشد که بر روی ایکس‌باکس به همراه قابلیت چندنفره قابل بازی کردن بود. همچنین اولین باری بود که در این سری، جواز لیگ‌ها کسب شده بود.
نسخه ژاپنی بازی برای دومین بار متوالی تصویر زیکو را روی جلد خود داشت.
در نسخه اروپایی، جلد بازی تصاویر تیری آنری مهاجم آرسنال، فرانچسکو توتی مهاجم آ.اس. رم و پیرلوئیجی کولینا داور مشهور ایتالیایی را نمایش می‌داد. این اولین بازی از این سری بود که لیگ‌های دارای لیسانس رسمی را شامل می‌شد.
بازی Winning Eleven 8: Liveware Evolution اولین عنوان از سری PES بود که امکان بازی آنلاین را برای پلی‌استیشن ۲ فراهم کرد، در حالی که Winning Eleven 8/Pro Evolution Soccer 4 فاقد این قابلیت بود. در حالت آنلاین، آمار و امتیازات لیگ برای هر بازی در سرور ذخیره می‌شد. پس از PES 4، نسخه Pro Evolution Soccer 5 در سال ۲۰۰۵ منتشر شد.

## امکانات جدید
- تعداد تیم‌های باشگاهی به ۱۳۸ تیم افزایش یافته بود. عناصر جدیدی به پیشرفت کردن و بازنشستگی بازیکنان در لیگ‌ها اضافه شده‌است. بردن یک بازی باعث ارتقاء سطح بازیکنان می‌شود.
- به‌طور مجموع بیش از ۲۰۰ تیم باشگاهی و ملی
- برای اولین بار در سری، داور در هنگام بازی کردن در زمین فوتبال دیده می‌شود. همچنین در هنگام خطای آفساید، یک کمک داور به صورت انیمیشنی قابل دیدن است. داور دیگر در اولین تکل عادی کارت زرد نمی‌دهد ولی اگر تعداد خطاها زیاد شود دست به کارت می‌شود.
- با توجه به وضعیت زمین فوتبال، خاک و کثیفی بر روی لباس بازیکنان دیده می‌شود.
- ارتقاء امکان ویرایش جوایز، نام بازیکنان و لیگ‌ها.